# Hilda Rebello
Hilda de Medeiros Rebello (Rio de Janeiro, 30 de setembro de 1924 — Rio de Janeiro, 29 de dezembro de 2019) foi uma atriz brasileira. Foi mãe do também ator e diretor de televisão Jorge Fernando e avó do ex-ator João Rebello.

## Biografia
Nascida no Rio de Janeiro em 1924, iniciou sua carreira artística aos 64 anos e se profissionalizou, com o apoio do filho, aos setenta anos, fato que lhe garantiu um registro no Livro dos Recordes (página 72, ano de 1994) como a atriz que começou a carreira com a idade mais avançada.
Estreou na televisão em 1989 na TV Globo, fazendo pequenos papeis. Sua estreia no elenco fixo de alguma produção aconteceu um ano depois na minissérie Boca do Lixo. No cinema fez algumas participações, mas destacou-se em seu primeiro longa, Menino Maluquinho - O Filme, onde interpretou a avó do protagonista.
Em maio de 2006 ganhou o Prêmio Bennett Mulher, uma iniciativa do Instituto Metodista Bennett que presta uma homenagem à mulheres brasileiras em todos os campos de atividades.

## Morte
Morreu em 29 de dezembro de 2019, no Hospital Pró-Cardíaco na cidade do Rio de Janeiro, após ficar internada por 22 dias com um quadro de insuficiência respiratória, dois meses após o falecimento de seu filho Jorge Fernando.

## Filmografia

### Televisão
| Ano       | Título                | Personagem                  | Nota                                                    |
| --------- | --------------------- | --------------------------- | ------------------------------------------------------- |
| 1989      | Que Rei Sou Eu?       | Ama Zefa                    |                                                         |
| 1989      | Top Model             | Álvara                      |                                                         |
| 1990      | Rainha da Sucata      | Jorgina Flores              |                                                         |
| 1990      | Boca do Lixo          | Dona Eudete                 |                                                         |
| 1991      | Vamp                  | Hermínia                    |                                                         |
| 1992      | Deus Nos Acuda        | Violante                    |                                                         |
| 1995      | A Próxima Vítima      | Dona Zulmira                |                                                         |
| 1996      | A Vida Como Ela É...  | Várias personagens          |                                                         |
| 1997      | Zazá                  | Castorina                   |                                                         |
| 1998      | Era uma Vez...        | Olga                        |                                                         |
| 1998      | Labirinto             | Lola                        |                                                         |
| 1999      | Vila Madalena         | Isaura                      |                                                         |
| 1999-2000 | Zorra Total           | Diversos personagens        |                                                         |
| 2000      | Uga Uga               | Passageira no voo de Varela |                                                         |
| 2001      | As Filhas da Mãe      | Dona Geralda                |                                                         |
| 2002      | Os Normais            | Dona Rosa                   |                                                         |
| 2003      | Chocolate com Pimenta | Matilde                     |                                                         |
| 2005      | Alma Gêmea            | Dona Filó                   |                                                         |
| 2006      | Cobras & Lagartos     | Senhora que ajuda Luciano   |                                                         |
| 2007      | Sete Pecados          | Corina                      |                                                         |
| 2008      | Guerra & Paz          | Dona Bibelona               | Episódio: "Culpados & Inocentes"                        |
| 2008      | Cilada                | Eleitora                    | Episódio: "Eleições"                                    |
| 2008      | Casos e Acasos        | Mafalda                     | Episódio: "O Celular, a Viagem e o Dia Seguinte"        |
| 2008      | Casos e Acasos        | Isabela                     | Episódio: "O Papai Noel, a Perna Quebrada e o Presépio" |
| 2008      | Nada Fofa             | Rose                        | Especial de fim de ano                                  |
| 2009      | Caras & Bocas         | Nereide Di Francesco        |                                                         |
| 2010      | Ti Ti Ti              | Olga Franco                 |                                                         |
| 2011      | Macho Man             | Filomena Zucatelli          |                                                         |
| 2011      | Aquele Beijo          | Joana                       |                                                         |
| 2012      | Dercy de Verdade      | Zuleide                     |                                                         |
| 2012      | Guerra dos Sexos      | Tia Pepa                    |                                                         |
| 2013–14   | Divertics             | Dona Hilda                  |                                                         |
| 2015      | Alto Astral           | Dona Aurora                 |                                                         |
| 2016      | Haja Coração          | Marieta Pereira de Carvalho |                                                         |

### Cinema
| Ano  | Título                           | Personagem                 |
| ---- | -------------------------------- | -------------------------- |
| 1995 | Menino Maluquinho - O Filme      | Avó do Menino Maluquinho   |
| 2004 | Sexo, Amor e Traição             | Vizinha de Miguel          |
| 2006 | Irma Vap - O Retorno             | Neide                      |
| 2006 | Xuxa Gêmeas                      | Mulher na plateia do circo |
| 2008 | A Guerra dos Rocha               | Neide                      |
| 2018 | E.A.S.: Esquadrão Antissequestro | Dona Hilda                 |